# Sint Andries (buurtschap)
Sint Andries is de naam voor de buurtschap en voormalig militair fort gelegen in de gemeente Maasdriel in de Nederlandse provincie Gelderland. De buurtschap, bestaande uit een vijftal huizen, bevindt zich ten oosten van het fort en de sluis daar waar de rivieren Maas en Waal het dichtst bij elkaar komen. Vroeger stonden beide rivieren hier met elkaar in verbinding.

## Geschiedenis van de forten
Francesco de Mendoza liet tijdens het Beleg van Zaltbommel (1599) het Fort Sint-Andries tussen Maas en Waal bij Heerewaarden bouwen door o.a. Andreas, kardinaal van Oostenrijk, de zoon van aartshertog Ferdinand, die, toen Albertus voor zijn huwelijk met Isabella naar Spanje was gegaan, hier tijdelijk het stadhouderschap waarnam. Het fort had de vorm van een vijfhoek. De Spanjaarden kozen juist deze plaats omdat ze van hieruit een perfect uitzicht over het rivierengebied hadden. Na zes weken strijd tijdens de Tachtigjarige Oorlog kwam het fort in bezit van de Hollanders tegen een bedrag van 125.000 gulden.
In 1812 werd dit fort vervangen door een nieuw fort dat een paar honderd meter westelijk werd gebouwd. Dit fort werd Nieuw Fort St. Andries genoemd.
In de Tweede Wereldoorlog werd in het fort een kleine afdeling van de Duitse luchtmacht gestationeerd. Later in de oorlog bezetten troepen van de 712e Duitse Infanteriedivisie het fort. In april 1945 werd het fort door de Duitsers opgeblazen, nadat de Engelse Royal Marines vanuit Kerkdriel en het Belgische Tweede Bataljon Fusiliers vanuit Heerewaarden een aanval op het fort hadden ingezet. Op de Waaldijk staat een oorlogsmonument voor de gevallen soldaten.
Het oude militaire fort dat in 1945 door de geallieerden verwoest is wordt momenteel weer voor publiek toegankelijk gemaakt.

## Sluiscomplex

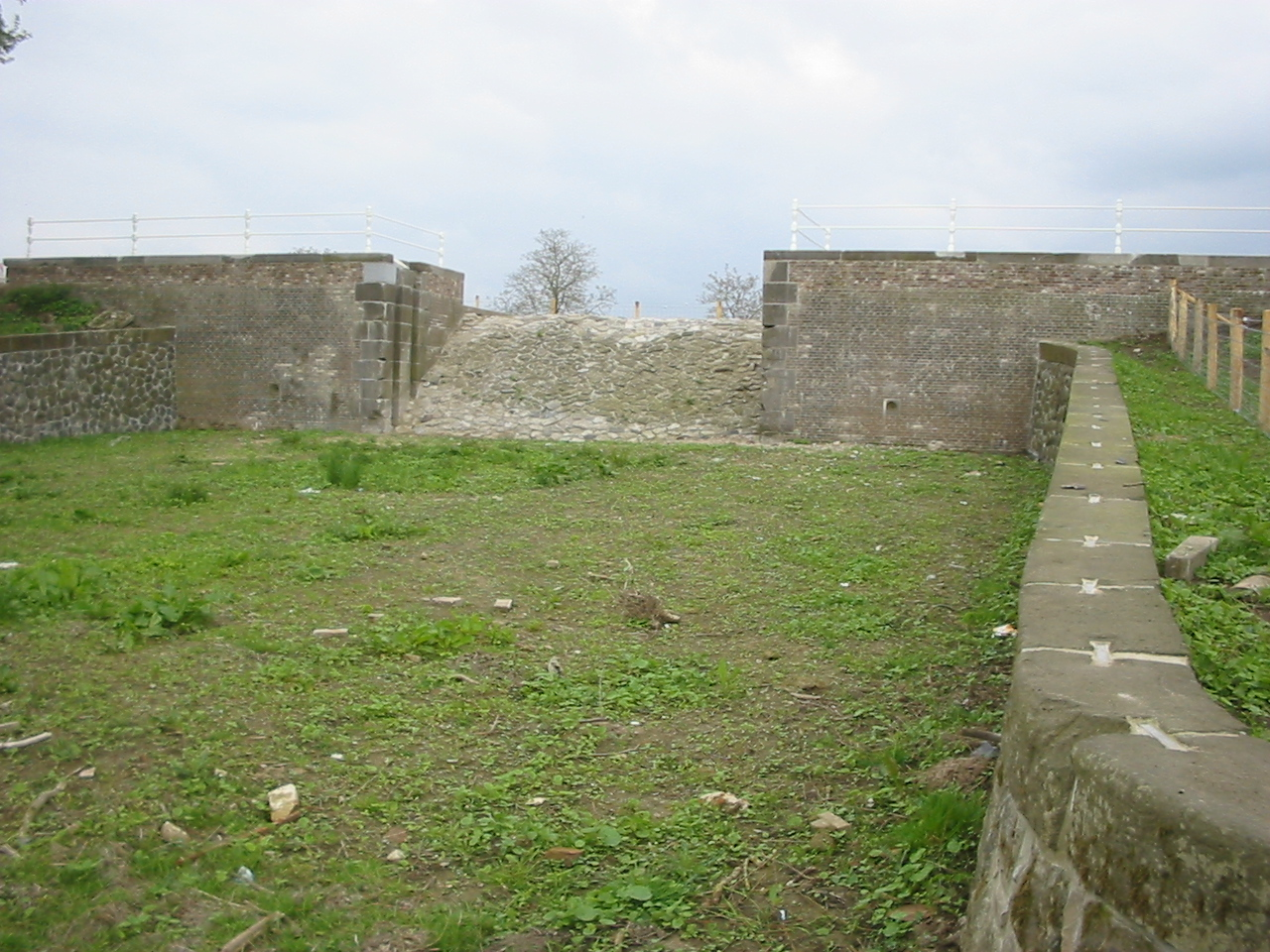
De restanten van de oude schutsluis

De gelijknamige sluis verbindt de Maas en de Waal. Ten oosten van de huidige sluis en van het fort (1812) kan men nog de restanten vinden van de oude schutsluis (ontworpen door Jan Abel Adriaan Waldorp en Fijnje, omstreeks 1860).
De naam Sint Andries wordt ook gebruikt voor het nieuwe natuurproject dat momenteel ontwikkeld wordt.
Dorpen: Alem · Ammerzoden · Hedel · Heerewaarden · Hoenzadriel · Hurwenen · Kerkdriel · Rossum · Velddriel · Well · Wellseind

Buurtschappen: Californië · Doorning · Rome · Sint Andries · Slijkwell · Veluwe · Voorne · Wordragen

Gelderland: Steden en dorpen in Gelderland      Nederland: Provincies · Gemeenten